# Bernd Roling
Bernd Roling (* 1972 in Lingen im Emsland) ist ein deutscher Mittellateinischer Philologe.

## Leben
Roling studierte ab 1993 die Fächer Mittellateinische Philologie, Lateinische Philologie, Philosophie, Geschichte, Hebräische Philologie und Indologie an der Universität Münster. Nebenbei war er als Hilfskraft am Seminar für Mittellateinische Philologie angestellt. 1998 legte er mit einer Arbeit über die Historia Anglorum des Heinrich von Huntington das Erste Staatsexamen ab; Gutachter war Nikolaus Staubach. Nach dem Examen war Roling Stipendiat am Graduiertenkolleg Schriftkultur und Gesellschaft im Mittelalter, anschließend ab 2001 wissenschaftliche Hilfskraft im Sonderforschungsbereich 496 Theatralische und soziale Kommunikation: Funktionen des städtischen und höfischen Spiels in Spätmittelalter und Früher Neuzeit. Ab Ende 2001 war er als Wissenschaftlicher Mitarbeiter am Seminar für Lateinische Philologie des Mittelalters und der Neuzeit angestellt und gab seither Seminare und Lektüreübungen zur mittel- und neulateinischen Literatur und Geistesgeschichte.
Seine Promotion erreichte er Ende 2002 mit der Arbeit Credere more peripatetico. Aristotelische Naturphilosophie und christliche Kabbalah im Werk des Paulus Ritius, die von Christel Meier-Staubach betreut wurde. Die Dissertation erschien 2007 in erweiterter Form unter dem Titel Christliche Kabbalah und aristotelische Naturphilosophie im Werk des Paulus Ritius. Im Juni jenes Jahres hatte sich Roling mit einer sprachwissenschaftlichen Untersuchung zur Sprechakttheorie im Mittelalter und der Frühen Neuzeit habilitiert. Es folgten verschiedene Lehrstuhlvertretungen: Wintersemester 2007/2008 in Münster, Sommersemester 2008 in Göttingen (für Thomas Haye), Sommersemester 2009 erneut in Göttingen. Ab dem Wintersemester 2008/2009 war Roling Wissenschaftlicher Mitarbeiter am Thomas-Institut der Universität zu Köln und lehrte weiterhin nebenamtlich in Münster. Seit dem Wintersemester 2010/2011 hat Roling eine W2-Professur für Latinistik mit Schwerpunkt Mittellateinische Philologie an der Freien Universität Berlin inne, die im Wintersemester 2018/2019 auf eine W3-Professur erweitert wurde.

## Schriften (Monographien)
- Aristotelische Naturphilosophie und christliche Kabbalah im Werk des Paulus Ritius (= Frühe Neuzeit. 121). Niemeyer, Tübingen 2007, ISBN 978-3-484-36621-3.
- als Herausgeber: Liber II. In: Bartholomaeus Anglicus. De proprietatibus rerum. Band 1: Baudouin van den Abeele, Heinz Meyer, Michael Twomey, Bernd Roling, R. James Long (Hrsg.): Introduction générale, Prohemium, Liber I, Liber II, Liber III, Liber IV (= De diversis artibus. 78 = N.S. 41). Brepols, Turnhout 2007, ISBN 978-2-503-51269-3, S. 83–133.
- Locutio angelica. Die Diskussion der Engelsprache als Antizipation einer Sprechakttheorie in Mittelalter und Früher Neuzeit (= Studien und Texte zur Geistesgeschichte des Mittelalters. 97). Brill, Leiden u. a. 2008, ISBN 978-90-04-16553-3 (Zugleich: Münster, Universität, Habilitations-Schrift, 2007).
- Drachen und Sirenen. Die Rationalisierung und Abwicklung der Mythologie an den europäischen Universitäten (= Mittellateinische Texte und Studien. 42). Brill, Leiden u. a. 2010, ISBN 978-90-04-18520-3.
- Physica Sacra. Wunder, Naturwissenschaft und historischer Schriftsinn zwischen Mittelalter und Früher Neuzeit (= Mittellateinische Texte und Studien. 45). Brill, Leiden u. a. 2013, ISBN 978-90-04-25804-4.
- Zusammen mit Julia Weitbrecht: Das Einhorn. Geschichte einer Faszination. Hanser Verlag, München 2023, ISBN 978-3-446-27610-9.